# Asamblea Consultiva Islámica
La Asamblea Consultiva Islámica de Irán (en persa, مجلس شورای اسلامی Maŷlés-e Šourâ-ye Eslâmí)  es el órgano principal del poder legislativo en Irán, constituida por representantes del pueblo. En el decreto de la instauración de la monarquía constitucional (en persa, فرمان مشروطیت) se refiere a la asamblea de Irán tanto Sagrada Asamblea Consultiva Nacional como Asamblea Consultiva Islámica. En la constitución de la monarquía constitucional y también en la constitución de la república islámica antes de la reforma constitucional de 1989 esta institución se llama Asamblea Consultiva Nacional, a pesar de que en el 22 de julio de 1980 los representantes de la Asamblea nombraron a esta institución como “Asamblea Consultiva Islámica”.  
Según la Constitución de la República Islámica de Irán, si las leyes aprobadas por la Asamblea están afirmadas por el Consejo de Guardianes, se comunicaran al poder ejecutivo y al poder judicial para su implementación. En asuntos de gran importancia es posible que las responsabilidades de la asamblea se sucedan por referéndum y remisión al voto directo del pueblo- en este caso la solicitud de remisión al voto público ha de ser aprobado por dos tercios de todos los miembros de la Asamblea (Principio 59 de la constitución). La Asamblea es independiente de otros poderes y legalmente sus decisiones no deben ser bajo de ningún tipo de influencia externa (Principio 57).
Corrientemente en la décima Asamblea Consultiva Islámica el número de los miembros (incluido el presidente de la Asamblea) es 290, y este periodo se preside Alí Lariyaní.

## Antecedentes contemporáneos

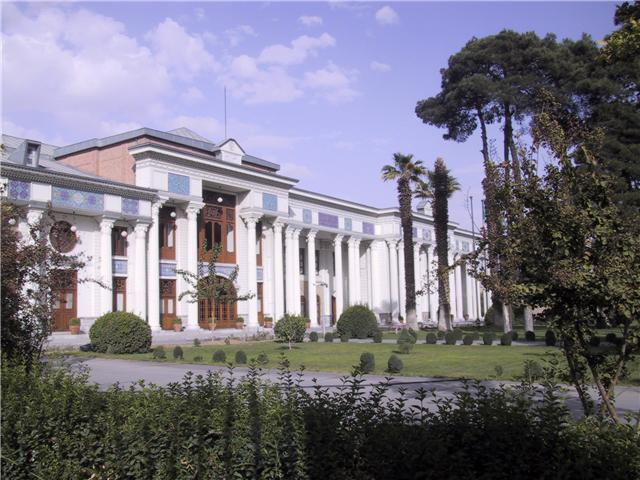
Una de las antiguas sedes de la Asamblea Consultiva en Teherán.

En tiempos del monarca Qayar Fath Alí Shah (1797-1834), viajeros iraníes entran en contacto con las instituciones europeas. En 1859, el diplomático Mirza Yaafar Jan Moshiroddoulé, formado en Europa, constituyó por encargo del rey Nasereddín Sah Kayar una asamblea consultiva de 25 miembros al servicio del shah.  En la misma época las autoridades permiten la formación de una asamblea de representantes de los comerciantes (en persa مجلس وکلای تجار, maŷlés-e vokalá-ye toŷŷar) del bazar, que con el  tiempo evolucionaría hasta convertirse en la actual Cámara de Comercio, Industrias y Minas (اتاق بازرگانی، صنایع و معادن otaq-e bazarganí, sanayé’ va maadén).
El 6 de agosto de 1906, en el transcurso de la Revolución constitucional iraní, Mozaffareddín Shah Qayar firmó la primera orden de constitución de una Asamblea Consultiva Islámica que, sin embargo, fue formada bajo el nombre de Asamblea Consultiva Nacional (مجلس شورای ملی Maŷlés-e Šourá-ye Mellí). Esta institución subsistió durante 83 años hasta 1989, cuando la reforma de la Constitución de Irán la remodeló y rebautizó como Asamblea Consultiva Islámica. Hasta la Revolución de 1979, coexistió además con una cámara alta, el Senado de Irán. Leyes particularmente relevantes adoptadas por la Asamblea Consultiva Nacional fueron la Ley de Nacionalización de la Industrial del Petróleo, en 1951 o la Ley de Protección de la Familia de 1967, que impuso por ejemplo la condición de autorización judicial para la poliginia islámica o el repudio.
Las mujeres obtuvieron el derecho al voto y la elegibilidad en 1963 dentro del programa de reformas impulsado por Mohammad Reza Pahlaví conocido como Revolución Blanca (انقلاب سفید, enqelab-e sefid), que despertó la suspicacia y hostilidad de sectores tradicionalistas y religiosos, en particular al poderoso clero chiita duodecimano con el ayatolá Jomeini a la cabeza de la oposición. Las reformas provocaron una revuelta el 5 de junio de 1963 y al exilio de Jomeini en Irak.

## Elecciones de la Asamblea Consultiva Islámica
Los representantes de la Asamblea Consultiva Islámica son elegidos por elecciones cada cuatro años. Los candidatos de estas elecciones deben ser confirmados por instituciones pertinentes. Estas instituciones son dos tipos: 1) Comisiones Ejecutivas que son dependiente al gobierno y el ministerio de interior, y 2) Consejo de Guardianes.
Las comisiones ejecutivas inspeccionas cada candidato por 7 requisitos y en caso de poder verificarle en todos los requisitos, le presenten al Consejo de Guardianes para vetar. Los siete requisitos:
- Salud física en el nivel de visión, audición, y hablar

- Falta de antecedentes y condenas judiciales
- Falta de infamia en el distrito electoral
- Edad mínima de 30 años en el momento de la registración
- Haber obtenido como mínimo un grado académico de Master o equivalente(según una nota las personas con un título de grado con experiencia de trabajar en el nivel del grado por 5 años se pueden registrar)
- Creencia y compromiso práctico al sistema de la república islámica de Irán y su constitución
- Creencia y compromiso práctico al islam y al principio progresivo de Tutela absoluto del jurista islámico

Después de las comisiones ejecutivas, los candidatos confirmados de la Asamblea llegan al Consejo de Guardianes para que el Consejo vete su candidatura. Si el Consejo de Guardianes confirma la competencia de un/a candidato, él o ella puede participar en las elecciones como candidato.
La participación de la población iraní ha sido 52% en las primeras elecciones de la Asamblea y 62% en las décimas elecciones.

### Representantes de las minorías religiosas
En la Asamblea Consultiva Islámica, corrientemente los zoroastrianos y los judíos tienen un representante cada uno, los cristianos asirios y caldeos en total tienen un representante, y los cristianos armenios del norte y del sur tienen un representante cada uno.

### Atentado de Teherán de 2017
En el día 7 de junio de 2017 el edificio de la Asamblea Consultiva Islámica ubicado en la calle Baharestán fue atacado por el grupo terrorista ISIS. Fue el primer atentado terrorista de ISIS en Irán. Según primeros informes un atacante disfrazado de visitante entró en el corredor de entrada de la Asamblea Consultiva Islámica de Irán a las 11:00 de la mañana, disparó contra un agente de seguridad dejándole herido, y después juntos con otros tres trataron de llegar a la sala principal de la Asamblea, pero gracias a la resistencia de los agentes de seguridad y la confusión de los atacantes, fueron atrapados en el edificio de los visitantes y empezaron a disparar sin rumbo a las personas dentro y fuera del edificio. Eventualmente, después de casi 4 horas del enfrentamiento, todos los cuatro terroristas cayeron. Los ataques dejaron 12 personas muertos y más que 42 personas heridos. El grupo terrorista ISIS asumió la autoridad de los atentados a través de una declaración. Comunidad internacional condenó estos ataques terroristas.